# Stalowa Wola
Stalowa Wola è una città polacca del distretto di Stalowa Wola nel voivodato della Precarpazia.
Ricopre una superficie di 83 km² e conta 62 636 abitanti.